# فرودگاه بین‌المللی راجیو گاندی
 فرودگاه بین‌المللی راجیو گاندی (به انگلیسی: Rajiv Gandhi International Airport) یک فرودگاه همگانی مسافربری با کد یاتا HYD است که یک باند فرود آسفالت دارد و طول باند آن ۴۲۶۰ متر است. این فرودگاه در شهر حیدرآباد (هند) کشور هند قرار دارد و در ارتفاع ۶۱۷ متری از سطح دریا واقع شده‌است.

## شرکت‌های هواپیمایی و مقصدهای پروازی

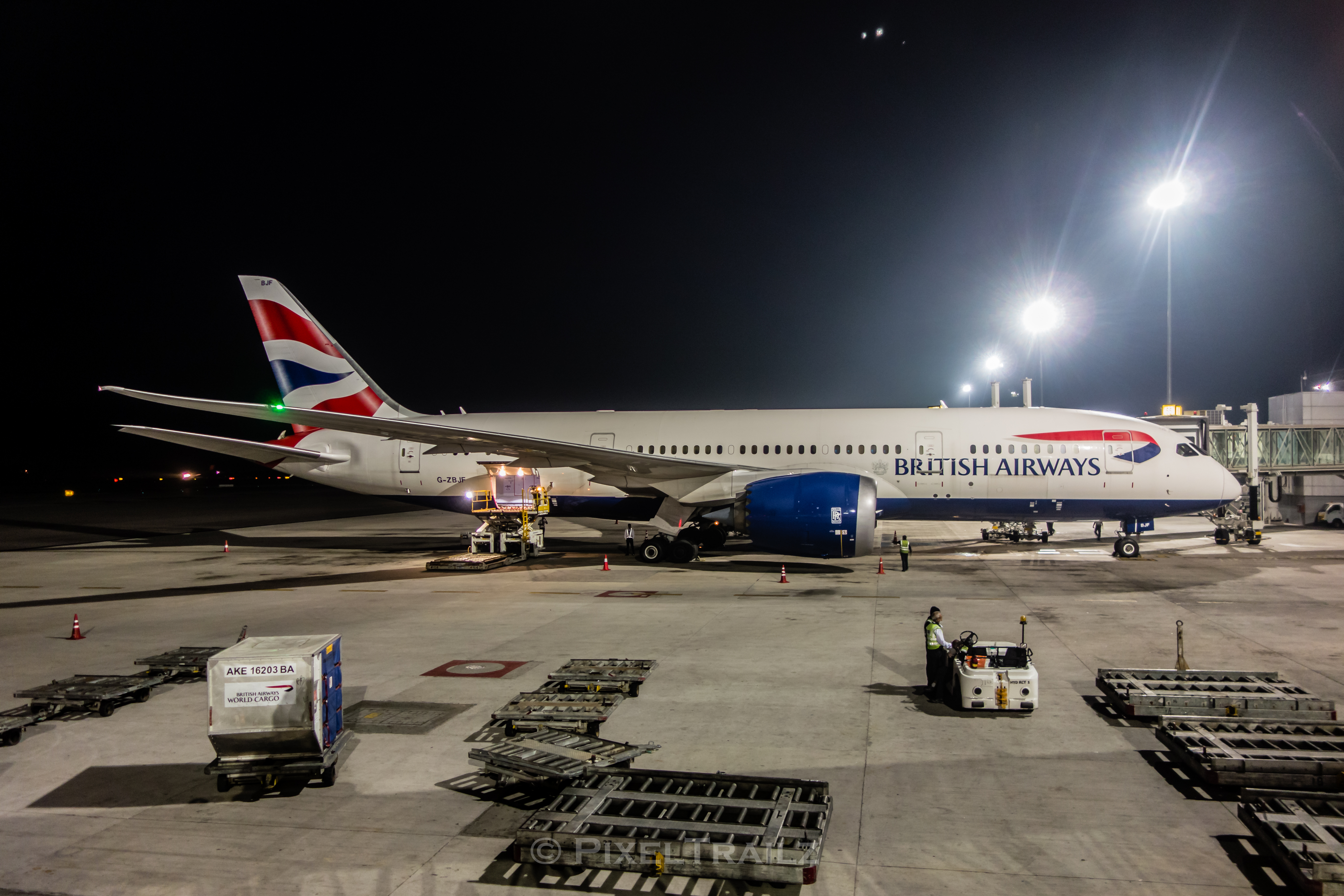
بریتیش ایرویز provides RGIA's sole nonstop link to Europe, flying to هیترو لندن with the بوئینگ ۷۸۷ دریم‌لاینر

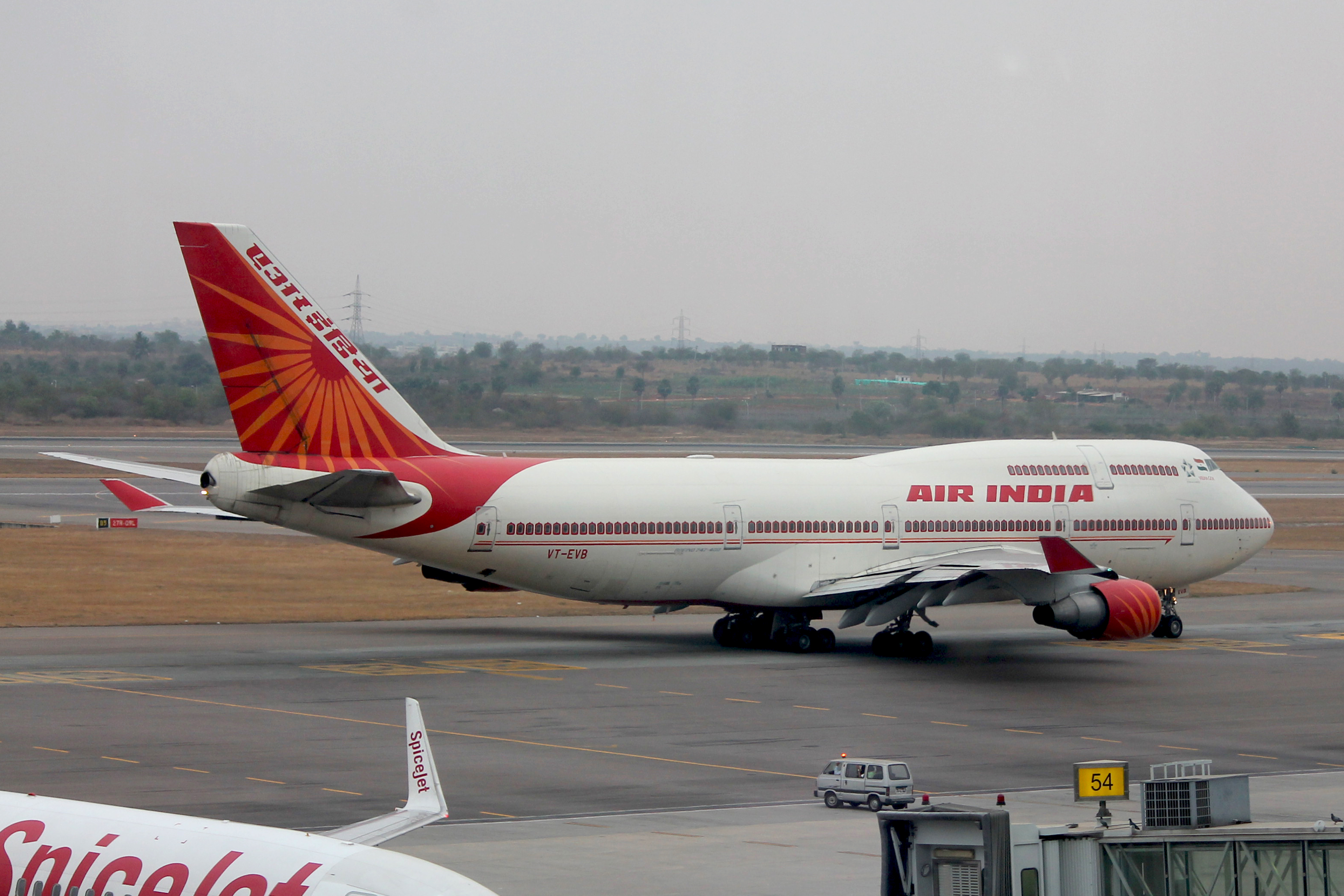
An ایر ایندیا بوئینگ ۷۴۷–۴۰۰ taxiing for departure to Jeddah

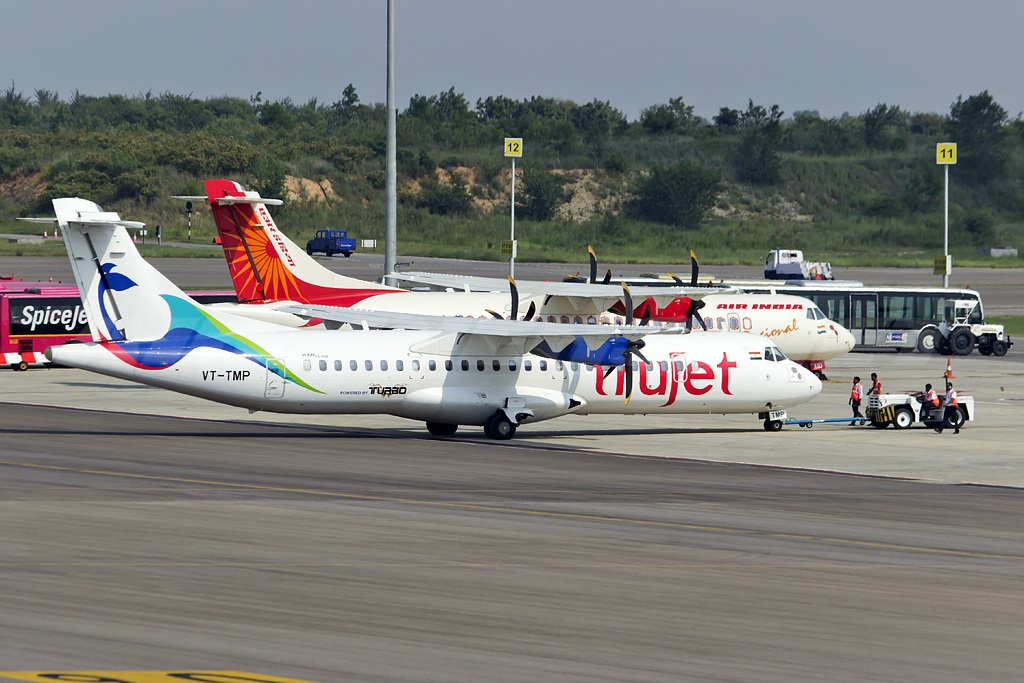
TruJet and ایر ایندیا رجیونال ای‌تی‌آر ۷۲s on the رمپ

### مسافری
| شرکت‌های هواپیمایی     | مقصدهای پروازی |
| --------------------- | --- |
| ایر عربیا             | شارجه |
| ایر ایندیا            | بنگالورو، بیجو پاتنایک، چنای، اوهر شیکاگو, ایندیرا گاندی، دوبی، دابولیم، ملک عبدالعزیز، نتاجی سبهاش چندر بوس، کویت، چاتراپاتی شیواجی، مسقط، پون, تیروپاتی، ویجیاوادا، ویساکاپاتنام |
| ایرآسیا               | کوالالامپور |
| ایراژیا هند           | بنگالورو، دابولیم، جایپور (آغاز از ۱ سپتامبر ۲۰۱۷)، کوچین |
| ایر ایندیا رجیونال    | راجا بهوجا، جبال‌پور، پون، ویجیاوادا، ویساکاپاتنام |
| بریتیش ایرویز         | هیترو لندن |
| کاتای پاسیفیک         | هنگ کنگ |
| هواپیمایی امارات      | دوبی |
| هواپیمایی اتحاد       | ابوظبی |
| فلای‌دبی               | دوبی |
| GoAir                 | بنگالورو، چنای (برقراری مجدد از ۲۹ اکتبر ۲۰۱۷), ایندیرا گاندی، نتاجی سبهاش چندر بوس، کوچین، پون، دابولیم |
| گلف ایر               | بحرین |
| ایندی‌گو               | سردار ولابهبهی پتل، بنگالورو، بیجو پاتنایک, چندی‌گر، چنای، کویمباتور، جالی گرنت، ایندیرا گاندی، دوبی، دابولیم، لوکپریرا گوپیناز بوردولوئی، ایمفال، دیوی اهیلیابای هولکار، جایپور، کوچین، نتاجی سبهاش چندر بوس، اماوسی، مادوری، چاتراپاتی شیواجی، پون، ویر سوارکار، راجپور، تریواندروم، بنارس، ویساکاپاتنام |
| مالزی ایرلاینز        | کوالالامپور |
| عمان ایر              | مسقط |
| هواپیمایی قطر         | حمد |
| هواپیمایی سعودی       | ملک فهد، ملک عبدالعزیز، ملک خالد |
| Scoot                 | چانگی سنگاپور |
| سیلک‌ایر               | چانگی سنگاپور |
| اسپایس‌جت              | سردار ولابهبهی پتل، بنگالورو، چنای، چندی‌گر، ایندیرا گاندی، دابولیم، لوکپریرا گوپیناز بوردولوئی، جبال‌پور، جایپور، کوچین، مادوری، منگالور، چاتراپاتی شیواجی، لوک نایاک جایاپراکاش، پون، راجا هموندری، Surat، تیروپاتی، اودی‌پور (آغاز از ۲۹ اکتبر ۲۰۱۷), بنارس، ویجیاوادا، ویساکاپاتنام، پاندیچری            |
| سریلانکان ایرلاینز    | باندرانیکی |
| تای ایرویز اینترنشنال | سووارنابومی |
| TruJet                | اورنگ‌آباد، بنگالورو، چنای، دابولیم، کوداپاه، کوچین، چاتراپاتی شیواجی، ناندد، راجا هموندری، تیروپاتی، ویجیاوادا |
| ویستارا               | چندی‌گر، ایندیرا گاندی |

### باری
- بلو دارت اوییشن[۴]
- کاتای پاسیفیک[۵]
- لوفت‌هانزا کارگو[۶]
- هواپیمایی قطر[۷]
- تای ایرویز اینترنشنال[۸]
- ترکیش ایرلاینز[۹]
- Quikjet Cargo[۱۰]